# امرداد (هفته‌نامه)
اَمُرداد (بنیان‌گذاری: ۱۳۷۸/ ۱۹۹۹) وبگاهی خبری و هفته‌نامه فارسی‌زبان مستقل فرهنگی در ایران است که به‌طور ویژه به تاریخ، فرهنگ و تمدن ایران باستان می‌پردازد و رویکردی ویژه به مزدیسنا (زرتشتی) دارد. شعار آن «بی‌مرگی و جاودانگی» است. امرداد از نشریه‌های خبری زرتشتیان ایرانی به‌شمار می‌رود.

## پیشینه
دفتر هفته‌نامه امرداد، در بخشی از ساختمانی که کیخسرو کیانی به بنیاد جمشید اهداء نموده است، استقرار دارد. نخستین شمارهٔ آن در ۱۸ مرداد ۱۳۷۸ / ۹ اوت ۱۹۹۹ به مدیریت «جمشید کیومرثی» و سردبیری « آتوسا دینیاریان » نشر شد. خود را هفته‌نامه‌ای «خبری-فرهنگی» نامیده که هدفش شناساندنِ تاریخ، فرهنگ و تمدن باستانی ایران است. در این حوزه، بسگانه‌گراست و از آیین‌های ایرانی تا جزئی‌ترین آدابِ ایرانی می‌پردازد. از ۱۴ اسفند ۱۳۸۹ برخط نشر می‌شود. در نوروز ۱۳۹۴، هم‌زمان با شماره ۳۲۰ آن، نسخه الکترونیکی این نشریه، روی نرم‌افزار کاربردی «کتابخوان طاقچه» عرضه شود.

دربارهٔ عنوان آن، سردبیر آن ( بابک سلامتی ) گفت:
علّتِ اصلی که اسم نشریه را امرداد گذاشتیم این بود که واژهٔ نادرست مُرداد در بین مردم جا افتاده بود و ما خواستیم تا همه با اَمُرداد که به معنی بی‌مرگی و جاودانی است آشنایی پیدا کنند.
بیشتر بودجهٔ آن از راه کمک‌های نیکوکاران فرهنگی تأمین می‌شود و بخشی از بودجه نیز از چاپ آگهی‌ها، تک فروشی‌ها و اشتراک است. گسترهٔ پخش آن، منطقه‌ای است (تهران، اصفهان، خوزستان، فارس، کرمان، یزد) و نزد زرتشتیان ایرانی دوست‌داشته است.

### مدیریت

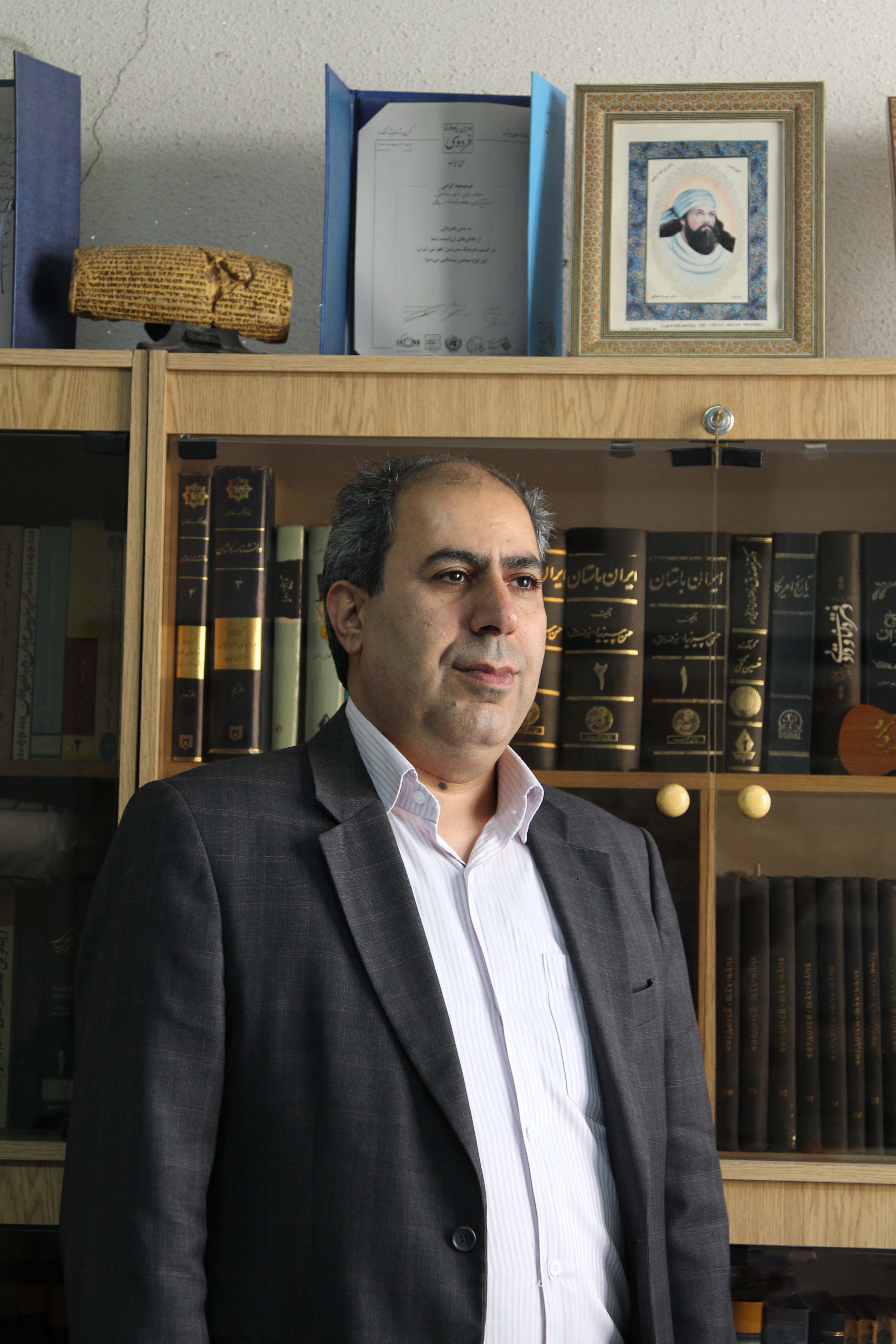
بابک سلامتی، مدیر مسئول و سردبیر هفته‌نامه امرداد

«هفته نامه فرهنگی - خبری» امرداد در هجدهم امرداد ۱۳۷۸ به مدیریت جمشید کیومرثی و سردبیری آتوسا دینیاریان انتشار یافت. (آتوسا دینیاریان در سال ۱۳۷۳ به دعوت دکتر فریدون وردی نژاد (روزنامه‌نگار، استاد دانشگاه تهران، مؤسس دانشکده خبر و نوسازی‌کننده خبرگزاری ملی) برای کمک به تجدید حیات روزنامه ایران به این روزنامه دعوت شده بود و ده سال بعد از روزنامه ایران به سازمان صدا و سیما رفته و در آنجا فعالیت دارد) وی ۲ سال سردبیر امرداد بود و زمانی که وی امرداد را سردبیری می‌کرد این نشریه در جامعه زرتشتی منتشر می‌شد. پس از او یک سال کیوان هور سردبیری این نشریه را برعهده گرفت و پس از او مدیر مسوول و سردبیر امرداد بابک سلامتی شد که هم‌اکنون ۱۰ سال است سردبیر و مدیرمسئول امرداد است. بابک سلامتی یکی از پایه گذاران این نشریه است که در سال ۱۳۷۸ به دعوت جمشید کیومرثی برای این کار فرهنگی دعوت شد و گفتنی است نام «امرداد» را هم وی پیشنهاد داده است.